# Xmas Lemmings
Xmas Lemmings sono una serie di espansioni del videogioco Lemmings pubblicato durante il periodo natalizio del 1991, 1992, 1993 e 1994. I videogiochi sono stati chiamati anche Christmas Lemmings o Holiday Lemmings, sono stati sviluppati dalla DMA Design e pubblicati dalla Psygnosis. Pur essendo considerato un'espansione del gioco originale queste versioni non richiedono il gioco originale per essere utilizzate.
Il gameplay del videogioco è immutato, bisogna salvare un certo numero di lemming utilizzando i lemming stessi e assegnando a questi delle capacità, come la capacità di costruire scale, scavare tunnel o fermare altri lemmings. 
La principale differenza rispetto al gioco originale e l'ambientazione prettamente natalizia con la presenza di neve, renne, e i classici simboli delle festività natalizie.

## I videogiochi
- Xmas Lemmings 1991 quattro livelli sono resi disponibili in una versione demo di Lemmings. Due sono livelli natalizi e due provengono da Oh No! More Lemmings!.
- Xmas Lemmings 1992, come l'edizione del 1991 vi sono quattro livelli disponibili gratuitamente.  Sono tutti con ambientazione natalizia.
- Holiday Lemmings 1993 trentadue livelli sono stati resi disponibili suddivisi nelle categorie "Flurry" e "Blitz" con sedici livelli per categoria. Inizialmente è stato messo in vendita ma poi l'espansione è stata distribuita gratuitamente per il Natale del 1994.
- Holiday Lemmings 1994 venne venduto nei negozi, contiene le categorie "Frost" e "Hail" con sedici livelli per categoria con in più i livelli del 1993.

Verso la fine del 1995 venne pubblicata una versione di 3D Lemmings chiamata 3D Lemmings Winterland che includeva un'espansione con quattro livelli a tema invernale. Sebbene non fossero a tema prettamente natalizio e seguissero il gameplay di 3D Lemmings possono essere considerati l'ultimo capitolo della serie Xmas Lemmings.